# The Cricket on the Hearth (film, 1923)
Pour plus de détails, voir Fiche technique et Distribution.
The Cricket on the Hearth est un film muet américain réalisé par Lorimer Johnston et sorti en 1923.

## Fiche technique
- Réalisation : Lorimer Johnston
- Scénario : Caroline Frances Cooke, d'après la nouvelle Le Grillon du foyer (The Cricket on the Hearth. A Fairy Tale of Home) de Charles Dickens[1]
- Photographie : Roland Price
- Date de sortie : 
  - États-Unis : 11 août 1923

## Distribution
- Josef Swickard : Caleb Plummer, fabricant de jouet
- Fritzi Ridgeway : Bertha Plummer, sa fille aveugle
- Paul Gerson : John Peerybingle, le coursier
- Virginia Brown Faire : Dot Marley, son épouse
- Paul Moore
- Lorimer Johnston
- Margaret Landis
- Joan Standing